# Перье, Этьен
 Этьен Перье или Этьен де Перье , также известный как Перье Старший (фр. Étienne de Perier; 27 февраля 1686 — 1 апреля 1766) — французский военно-морской офицер и губернатор французской Луизианы с 1726 по 1733 год. При нём в качестве губернатора произошли некоторые заметные достижения, в том числе строительство первой дамбы вдоль реки Миссисипи в 1727 году. В ответ на восстание натчезов он попытался полностью уничтожить этот народ, что усилило враждебность коренных американцев по отношению к французам на территории. Поскольку ему не удалось обеспечить безопасность колонии, Перье был отозван с поста губернатора в марте 1733 года. Позже он проявил себя как морской офицер и капер, в том числе во время захвата HMS Northumberland в 1744 году.

## Ранняя жизнь
Этьен Перье родился 27 февраля 1686 года в Бресте во Франции. Он был сыном капитана Этьена Перье (1644—1726) и Мари де Лоне. Его отец был неблагородным судовладельцем и торговцем в Гавре . К 1691 году семья переехала в Дюнкерк, где отец Перье служил капитаном местного порта. В 1695 году, когда ему было восемь лет, Перье присоединился к каперской команде вместе с сыном Жана Барта, друга своего отца.

## Во французском флоте (1702—1714)
Когда ему было 15 лет, Перье начал военную карьеру в море. Французская военно-морская мощь в то время заключалась в основном в флоте корсаров, а Перье служил на нескольких кораблях, сопровождавших конвои в Ла-Манше и Северном море, до августа 1704 года, когда он присоединился к роте морской пехоты . Во время Войны за испанское наследство он участвовал в захвате нескольких британских кораблей во время службы под командованием Рене Дюге-Труэна и Клода Форбена, включая плавание в Шотландию в рамках неудавшегося французского вторжения в Британию.
В 1711 году Перье был схвачен и содержался в качестве военнопленного, но позже был освобожден при условии, что больше не будет служить в море. Чтобы выполнить условия своего условно-досрочного освобождения, он служил на суше в артиллерийском корпусе морской пехоты в Валансьене, Франция. В июне 1712 года, во время осады Ле-Кенуа Священной Римской империей, Перье принял участие в обороне города. Падающий кирпич парапета ранил его во время осады , и он снова попал в плен, когда австрийцы захватили город.

## На службе компаний (1714—1726)
После окончания Войн за испанское наследство в 1714 году Этьен Перье вернулся в море, чтобы сражаться с пиратами у берегов Сенегала за Сенегальскую компанию, которая имела монополию на торговлю рабами из Западной Африки. После 1718 года она объединилась с несколькими другими французскими торговыми монополиями в Индийскую компанию.
В 1721 году Перье служил под началом своего младшего брата Антуана-Алексиса во время захвата Аргена, острова у берегов Мавритании. Год спустя голландцы вернули себе остров, но снова потеряли его в 1724 году. После освобождения Аргена войска Компании захватили батарею и форт в Портендике дальше по побережью Мавритании, прежде чем вернуться во Францию.
Во время службы в Индийской компании Этьен Перье плавал в южной части Тихого океана у берегов Чили и Перу, и провел шесть месяцев в 1724 году на Малабарском побережье, охраняя недавно построенный форт в Маэ.

## Губернатор французской Луизианы (1726—1733)
В августе 1726 года, после того как тогдашний губернатор французской Луизианы Пьер Дюге де Буабриан был отозван во Францию , Этьен Перье был назначен генеральным комендантом территории, курировавшим военные вопросы и отношения с коренными американцами. Он прибыл в Новый Орлеан в октябре 1726 года и основал свой дом на 613 Ройал-стрит. Также в октябре король Людовик XV облагородил Перье, его отца и его брата Антуана-Алексиса патентными письмами в знак признания десятилетий службы семьи королю.
Несмотря на отсутствие у Перье опыта работы в колониальной администрации, Индийская компания чувствовала, что у них есть давний сотрудник, который будет податливым администратором, сосредоточенным на целях Компании. Чтобы обеспечить это, Компания предоставила ему годовой оклад в размере 10 000 французских ливров, 10 arpents (8,4 акра; 3,4 га) прибрежной земли, и восемь порабощенных людей в год, пока он остался на своем посту. Он продал землю, которая находится в современном районе Макдоновилль, в 1737 году.
Компания поручила Этьену Перье повысить прибыльность колонии, обеспечить дисциплину и лояльность и не допустить проникновения англичан на территорию. Ему было поручено завершить улучшения для обеспечения жизни и безопасности Нового Орлеана, а также посетить поселение Компании в Натчез. Перье также стремился рассеять некоторые партийные, религиозные и семейные клики, которые затрудняли управление колонией для его предшественников. В этом он имел некоторые первоначальные успехи, особенно в разрешении спора между миссионерами-иезуитами и капуцинами.
Этьен Перье приступил к масштабным общественным работам, наблюдая за строительством первой дамбы на реке Миссисипи, расчисткой лесов и кустарников на участке между городом и озером Пончартрейн и рытьем канала от Миссисипи, чтобы соединить реку с рекой, рисовая мельница на плантации короля и Байу-Сент-Джон. Перье также стремился укрепить моральный облик колонии, поддерживая более строгое гражданское наказание за пороки, такие как азартные игры, и поддержку строительства большего количества церквей и приходских домов . Он также приветствовал урсулинских монахинь в городе, его жена Екатерина заложила краеугольный камень первого монастыря монахинь в городе.

## Политика рабства
Выполнение этих общественных работ требовало труда порабощенных африканцев. Индийская компания имела монополию на работорговлю. За время, когда он контролировал колонию, в Луизиану было импортировано больше захваченных африканцев, чем когда-либо в XVIII веке. Имея постоянный приток новых пленников, Перье, как правило, заставлял порабощенных людей работать над общественными проектами, пока они не были проданы с аукциона местным рабовладельцам. Чтобы увеличить рабочую силу, он начал призывать порабощенных людей на 30 дней за один раз. В большинстве случаев они были призваны, когда Компания впервые привезла их в Луизиану, прежде чем доставить их покупателям, что вызвало гнев рабовладельцев Луизианы. Перье ввел программу ученичества, по которой порабощенных людей отдавали в аренду мастерам на три года для обучения их кирпичникам, столярам , каменщикам, плотникам и другим квалифицированным профессиям, необходимым для роста и развития колонииШаблон:Snf. Он также заставил порабощенных африканцев работать на кораблях Компании, плавая по побережью и рекам.
Французские поселенцы поработили как африканцев, так и коренных американцев. Этьен Перье все больше беспокоил союз между порабощенными людьми, и он призывал рабовладельцев держать порабощенных африканцев отдельно от порабощенных коренных американцев, опасаясь, что две группы образуют союзы. В частности, он был обеспокоен тем, что коренные американцы, сбежавшие из рабства, заставят порабощенных африканцев бежать и искать защиты у коренных племен . Чтобы укрепить недоверие между двумя группами, Перье использовал вооружённые порабощенные африканские войска для нападения на соседних коренных американцев (хотя он не решался полагаться на такие войска, опасаясь склонить их к восстанию), и он продолжил политику вознаграждения коренных американцев за поимку беглецов и разрушение сообществ темно-бордовых.

## Отношения коренных американцев
Вступление Этьена Перье в должность ознаменовало конец политики коренных народов, установленной бывшим губернатором Жаном-Батистом Ле Муан де Бьенвилем. Несмотря на то, что Компания призвала его узнать из того, что Бьенвиль написал об отношениях с коренными американцами , и признавая необходимость улучшения отношений, чтобы предотвратить продвижение британцев на территорию, Перье вместо этого порвал с дипломатической политикой Бьенвиля взаимодействие с соседними племенами.
Колониальные администраторы Луизианы в то время пытались уравновесить необходимость поддерживать хорошие отношения с коренными американцами с требованиями поселенцев о большей и лучшей земле; однако Перье не признавал право собственности коренных американцев на их традиционные земли. Это соответствовало желанию французов колонизировать Новую Францию, в отличие от более ранних усилий по сохранению территории в качестве ресурса для торговли.
В то время как Этьен Перье работал над поддержанием позитивных отношений с союзниками Франции чокто и куапо, в других случаях он стремился доминировать над племенами, не желающими присоединиться к колониальным амбициям Франции. В Иллинойсе, на границе между французской территорией Канады и Луизианы, мескваки (лисы) в 1728 году снова объявили войну Франции. Перье вместе со своим коллегой в Канаде, маркизом де Богарнуа, и местными командирами проводил политику полного уничтожения мескваки, несмотря на недоброжелательность, которую она вызвала у других индейских племен в регионе. Этот подход можно было бы увидеть в ответ Перье на восстание Натчез.

## Личные амбиции на земле натчез
Территория Натчезов, расположенная на утесах над рекой Миссисипи, была отмечена Индийской Компанией за её сельскохозяйственный потенциал ещё в 1717 году, а Форт Розали и несколько табачных плантаций были основаны там после Первой Натчезской войны в 1716 году. Компания специально сказала Перье заняться развитием поселения Натчез, и Перье увидел возможность основать свою собственную плантацию в этом районе.
Для наблюдения за фортом Розали и поселением Натчез Этьен Перье назначил сьера де Шепара. Шепар был описан как «жадный, надменный и тиранический», жестоко обращающийся с солдатами, поселенцами и натчезами , включая изгнание Дюмона де Монтиньи, который наблюдал за фортом при предыдущем коменданте в цепи. С помощью торговцев Иллинойсов Дюмон бежал в Новый Орлеан и доложил о действиях Шепара , а комендант был вызван в Высший совет, который признал его виновным в «актах несправедливости».
Перье, который, согласно некоторым источникам, уже был в партнёрстве с Шепаром, чтобы основать большую плантацию в Натчезе, отверг Высший совет, помиловал Шепара и отправил его обратно на территорию Натчез. По возвращении Шепар работал над обеспечением земли для себя и плантации Перье. Весной 1729 года Шепар приказал натчезам покинуть деревню Белое Яблоко, важное культурное и религиозное место для племени, установив на земле миссионерский крест, чтобы показать, что он действует по приказу Перье . Чтобы отсрочить действия против них, натчезы попросили Шепара подождать до осеннего сбора урожая, чтобы они могли удалить останки своих предков из Белого Яблока . Он удовлетворил их просьбу, и натчезы воспользовались задержкой, чтобы спланировать нападение, положившее начало восстанию натчезов.

## Восстание натчезов и возмездие
28 ноября 1729 года вождь натчез, Великое Солнце, повел своих воинов на форт Розали и захватил поселение, убив сьера де Шепара и от 229 до 285 колонистов и порабощенных людей, а также взяв в плен около 450 человек, в основном французских женщин и порабощенных людей. Примерно через месяц союзники натчезов, язу, предприняли аналогичную атаку на форт Сен-Пьер. Перед нападением натчезы также завербовали нескольких порабощенных африканцев, утверждая, что изгнание колонистов будет означать свободу и для них.
По словам историка Лайла Саксона, в ответ на восстание натчезов Перье «совершил серьёзную ошибку, пытаясь внушить индейцам страх» , стремясь к полному уничтожению натчезов и их союзников для обеспечения безопасности колонии. Он начал с того, что в декабре 1729 года санкционировал нападение порабощенных африканцев на неприсоединившееся племя чауача к югу от Нового Орлеана, наградив мужчин освобождением их из рабства . Он также предлагал нападения на другие племена вдоль Миссисипи, независимо от их участия в восстании, за что получил упрек от генерального контролера финансов Филиберта Орри, который описал план как «действующий против всех правил хорошего правительства и против правил человечества».
В январе 1730 года французские и союзные солдаты чокто застали натчез врасплох и вернули 54 женщины и ребёнка и 100 порабощенных людей. На протяжении 1730 года Перье расправлялся с захваченными мужчинами и женщинами натчез, в том числе пытать их и сжигать заживо во время публичных казней . Не имея достаточно войск, чтобы справиться с восстанием и не желая слишком сильно полагаться на союзников Франции чокто, Перье искал подкрепления из Франции.
Натчез продолжали сопротивляться французам до января 1731 года, когда Этьен Перье и колониальные солдаты вместе с двумя батальонами морской пехоты под командованием его брата Антуана-Алексиса успешно захватили Великую деревню натчез. Великое Солнце и ещё около 500 мужчин, женщин и детей натчез были схвачены и отправлены в Сан-Доминго, где их продали в рабство. Тем не менее, неопределенное число других натчезов бежало в поисках убежища (и возможной ассимиляции) в другие племена, включая союзных англичанам чикасо и чероки , ещё больше обострив и без того плохие отношения французов с чикасо.

## Последствия и отзыв
В своих отчетах о восстании натчез и его ответе Этьен Перье предположил, что заговор между племенами, возможно, при поддержке британцев, был ответственен за восстание, чтобы отвлечь внимание от роли Шепара и его приказов в разжигании конфликта. Однако эта история не получила доверия ни во Франции, ни в Луизиане. Вместо этого Компания раскритиковала Перье за то, что его личные планы относительно плантации Натчез отвлекают его от его общественных обязанностей. Это соответствует анализу историка Майкла Джеймса Форе, который обнаружил, что корни восстания натчез «лежат в более широкой схеме франко-натчезского конфликта и жадности Перье и коменданта форта Розали».
После восстания Этьен Перье попытался наказать чикасо за прием беженцев натчез и продолжал жестко относиться даже к союзным коренным американцам, что вызвало обеспокоенность других военных и гражданских чиновников в колонии. В то же время он стремился вознаградить некоторых местных союзников, таких как кваапо, путем расширения торговых постов, в том числе поручив сьеру де Винсенну основать форт Венсен в нижнем течении реки Уобаш.
В июне 1731 года Этьен Перье столкнулся с попыткой восстания рабов, восстанием самба, в котором участвовали порабощенные народы бамбара, вдохновленные восстанием натчез. Как и в случае с заключенными Натчез, Перье приказал подвергнуть пыткам и публичным казням мужчин и женщин, спланировавших попытку восстания, с использованием колесования.
В конце концов, Этьен Перье подвергся критике за его поддержку Шепара и его политику в отношении коренных американцев, которая не смогла обеспечить безопасность и стабильность колонии. В конечном счете, результатом восстания стало дальнейшее ослабление Компании, которая все ещё страдала от взрыва пузыря Миссисипи в 1720 году. Из-за продолжающихся финансовых потерь на территории в 1731 году Компания отказалась от своего устава и вернул Луизиану королю. Несмотря на вопросы о его управлении восстанием натчез, Перье остался на посту губернатора колонии, хотя советники короля, особенно граф Морепа, стремились заменить его. Работая с недавно прибывшим комиссаром-ордоннатером Эдме Гатьеном Сэлмоном, Перье реорганизовал управляющий совет, уволив представителей Компании. Однако новый совет пострадал от конкурирующих военных и гражданских проблем, и усилия Перье по смещению двух критически настроенных советников позже способствовали решению сместить его с поста губернатора.
В 1733 году Этьен Перье был отозван во Францию, чтобы ответить за то, как он справился с восстанием натчез, и на его место был назначен бывший губернатор Луизианы Бьенвиль.

## Возвращение на флот (1733—1766)
После его отзыва Этьен Перье и его семья вернулись во Францию, а к 1734 году он вернулся в море в качестве второго офицера на «Нептуне», курсировавшем у берегов Сенегала. К 1737 году он поселился в Бресте и сделал карьеру во французском флоте. Во время Войны за австрийское наследство командовал «Марсом» во время захвата HMS Northumberland в 1744 году и участвовал в неудавшейся экспедиции герцога д’Анвиля 1746 года. Позже он командовал эскадрой из четырёх боевых кораблей и двух фрегатов в Карибском море во время Семилетней войны . В 1757 году он был произведен в генерал-лейтенанты морской армии.
В конце своей карьеры, 23 августа 1765 года, Этьен Перье был награждён Большим крестом ордена Святого Людовика. В то время только два Больших крестиа были выделены Министерству военно-морского флота. Впервые он был награждён Орденом в 1727 году после того, как был назначен губернатором Луизианы и возведен в звание коммандера в 1755 году.
Этьен Перье умер из-за анасарки 1 апреля 1766 года в доме своей дочери, в замке Треудаль в Сен-Мартен-де-Шам, Франция.

## Личная жизнь
Этьен Перье женился на Катрин ле Шибелье (1691—1956), дочери эшевина (муниципального чиновника) из Гавра и вдове морского офицера Жака Гратона де Шамбеллана, 21 сентября 1719 года. У них было трое сыновей и дочь. Двое сыновей, Этьен Луи (1720—1756) и Антуан Луи (1728—1759), дожили до совершеннолетия и пошли по стопам отца на военную службуШаблон:Snf.

## Наследие

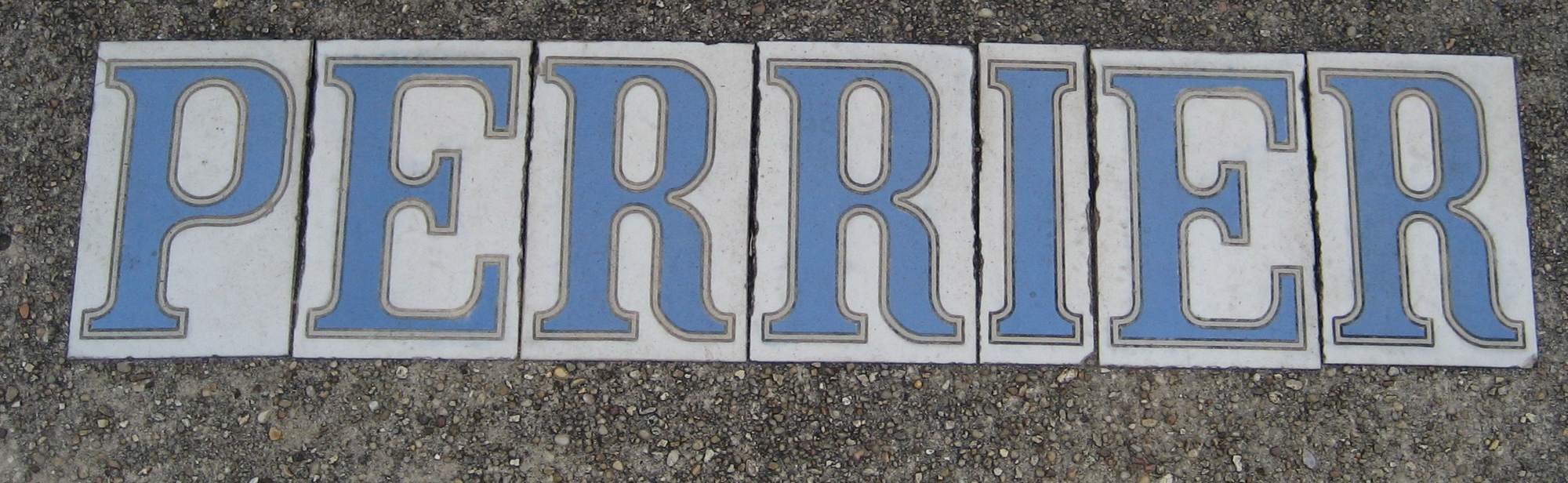
Плитка в Новом Орлеане, обозначающая Перье-стрит.

В 1890 году город Новый Орлеан назвал улицу в честь Перье, хотя и с написанием «Перье». Перье-стрит проходит в основном через верхнюю часть города, между Сент-Чарльз-авеню и рекой Миссисипи.